# Penzberger Urmel
Der Penzberger Urmel ist ein von der Stadt Penzberg alle zwei Jahre verliehener Literaturpreis, der an illustrierte Kinderbücher vergeben wird. Schirmherr des Preises war der in Penzberg lebende Schriftsteller Max Kruse, der Erfinder des Urmels. Der Preis ist mit 2.000 Euro dotiert und wird zu gleichen Teilen an Autoren und Illustratoren vergeben.

## Nominierung
Die Nominierung erfolgt in zwei Stufen: Alle eingereichten Bücher werden von einer Erwachsenen-Jury gesichtet und eine Auswahlliste von zehn Titeln erstellt. Anschließend liest eine Kinderjury diese Bücher, setzt sich intensiv damit auseinander und kürt den Preisträger. Bei der feierlichen Preisverleihung erhält er den Wanderpokal „Penzberger Urmel“.

## Patenschaften
Zusätzlich werden Patenschaften für jedes Buch der Auswahlliste vergeben. Die Patengruppen setzen sich mit dem Buch auseinander und erstellen eine Präsentation (kurzen Film, Song, Theaterszene, Film, Kunstprojekt etc.), die anderen Kindern das Buch schmackhaft machen soll. In Präsentationswettbewerben werden die beiden besten Präsentationen (für ältere und jüngere Kinder) gewählt und die Wanderpokale ebenfalls bei der offiziellen Preisverleihung vergeben. So wird die Arbeit der Schüler und Lehrer zusätzlich gewürdigt. Die verwendeten Klassensätze stehen später allen Penzberger Schulen zur weiteren Ausleihe zur Verfügung.
Die Stadtbücherei Penzberg stellt alle 10 Titel der Auswahlliste für alle Penzberger Schulen und Bibliotheken zur Verfügung, sodass möglichst viele Kinder auf die Bücher zugreifen können.

## Ausschreibungskriterien des Wettbewerbs
- besondere Geschichten in Verbindung mit außergewöhnlichen Illustrationen
- Zielgruppe des Buches sind Leser im Alter zwischen neun und dreizehn Jahren
- Bilderbücher sind nicht geeignet
- Reihentitel sollten bei der Einreichung zum Wettbewerb vermieden werden

## Preisträger
- 2005 Kurt Bracharz (Autor): Wie der Maulwurf beinahe in der Lotterie gewann
- 2007 Dagmar Geisler (Autorin und Illustratorin): Wanda und die Mädchenhasserbande
- 2009 Brian Selznick (Autor und Illustrator): Die Entdeckung des Hugo Cabret
- 2011 Anke Dörrzapf (Autorin) und Claudia Lieb (Illustratorin): Die wunderbaren Reisen des Marco Polo
- 2013 Hanna Schott (Autorin) und Gerda Raidt (Illustratorin): Fritzi war dabei – Eine Wendewundergeschichte
- 2015 Paul Biegel (Autor) und Linde Faas (Illustratorin): Die Prinzessin mit den roten Haaren[1]
- 2017 Kai Pannen (Autor und Illustrator): Du spinnst wohl. Eine außergewöhnliche Adventsgeschichte in 24 Kapiteln[2]
- 2019 Antonia Michaelis (Autorin) und Claudia Carls (Illustratorin): Das Blaubeerhaus[3]
- 2021 Davide Morosinotto (Autor) und Moro Stefano (Illustrator): Verloren in Eis und Schnee
- 2023 Hans-Jürgen Feldhaus (Autor und Illustrator): Kurve kriegen – Roadtrip mit Wolf